# Satyrium pumilum
Satyrium pumilum — вид квіткових рослин родини Орхідні (Orchidaceae).

## Поширення
Вид є ендеміком Південно-Африканської республіки. Зустрічається лише на південному заході Капської провінції.

## Екологія
Часто квітка взагалі не виробляє нектар, а якщо він і є, то шпорець — спеціальна ємність для нектару у орхідей — має таку форму, що жодна комаха до нього не добереться. Комахами-запилювачами служать м'ясні мухи, яких рослина приваблює запахом м'яса, що гниє.